# Galaxit
Galaxit (auch Manganspinell) ist ein selten vorkommendes Mineral aus der Mineralklasse der „Oxide und Hydroxide“ mit der Endgliedzusammensetzung Mn2+Al2O4 und damit chemisch gesehen ein Mangan-Aluminat. In der Natur findet sich Galaxit allerdings überwiegend mit geringen Anteilen von zweiwertigem Eisen und Magnesium, die das Mangan, sowie mit dreiwertigem Eisen, welches das Aluminium in der Formel teilweise ersetzen (Substitution). Daher wird in einigen Quellen die vereinfachte Zusammensetzung (Mn2+,Fe2+,Mg)(Al,Fe3+)2O4 angegeben.
Galaxit kristallisiert im kubischen Kristallsystem, entwickelt aber nur kleine, meist abgerundete Kristallite (Körner) bis zu etwa einem halben Millimeter Größe, selten auch oktaedrische Kristalle und Kristallzwillinge nach dem „Spinellgesetz“ (Durchdringungszwillinge nach den Oktaederflächen {111}). Im Allgemeinen sind die Kristalle undurchsichtig und von schwarzer Farbe mit einem glasähnlichen Glanz auf den Oberflächen. In dünnen Schichten und Splittern bzw. im Durchlicht können diese auch rötlichbraun, bräunlichorange bis tiefrot oder goldgelb durchscheinend sein.

## Etymologie und Geschichte
Erstmals beschrieben wurde Galaxit 1932 in der Bald Knob-Lagerstätte bei Sparta im Alleghany County des US-Bundesstaates North Carolina durch Clarence S. Ross und Paul F. Kerr, die das Mineral nach der in der Nähe liegenden Stadt Galax benannten.
Da der Galaxit bereits lange vor der Gründung der International Mineralogical Association (IMA) bekannt und als eigenständige Mineralart anerkannt war, wurde dies von ihrer Commission on New Minerals, Nomenclature and Classification (CNMNC) übernommen und bezeichnet den Galaxit als sogenanntes „grandfathered“ (G) Mineral. Die seit 2021 ebenfalls von der IMA/CNMNC anerkannte Kurzbezeichnung (auch Mineral-Symbol) von Galaxit lautet „Glx“.
Ein Aufbewahrungsort für das Typmaterial des Minerals ist nicht definiert beziehungsweise nicht dokumentiert.

## Klassifikation
Die strukturelle Klassifikation der International Mineralogical Association (IMA) zählt den Galaxit zur Spinell-Supergruppe, wo er zusammen mit Chromit, Cochromit, Coulsonit, Cuprospinell, Dellagiustait, Deltalumit, Franklinit, Gahnit, Guit, Hausmannit, Hercynit, Hetaerolith, Jakobsit, Maghemit, Magnesiochromit, Magnesiocoulsonit, Magnesioferrit, Magnetit, Manganochromit, Spinell, Thermaerogenit, Titanomaghemit, Trevorit, Vuorelainenit und Zincochromit die Spinell-Untergruppe innerhalb der Oxispinelle bildet. Ebenfalls in diese Gruppe gehören die nach 2018 beschriebenen Oxispinelle Chihmingit und Chukochenit sowie der Nichromit, dessen Name von der CNMNC der IMA noch nicht anerkannt worden ist.
Bereits in der letztmalig 1977 überarbeiteten 8. Auflage der Mineralsystematik nach Strunz gehörte der Galaxit zur Mineralklasse der „Oxide und Hydroxide“ und dort zur Abteilung „Verbindungen mit M3O4- und verwandte Verbindungen“, wo er gemeinsam mit Gahnit, Hercynit und Spinell in der Gruppe „Aluminium-Spinelle“ mit der Systemnummer IV/B.01a steht.
In der zuletzt 2018 überarbeiteten Lapis-Systematik nach Stefan Weiß, die formal auf der alten Systematik von Karl Hugo Strunz in der 8. Auflage basiert, erhielt das Mineral die System- und Mineralnummer IV/B.01-030. Dies entspricht der hier präziser definierten Abteilung „Oxide mit dem Stoffmengenverhältnis Metall : Sauerstoff = 3 : 4 (Spinelltyp M3O4 und verwandte Verbindungen)“, wo Galaxit ebenfalls zusammen mit Gahnit, Hercynit und Spinell die Gruppe der „Aluminat-Spinelle“ mit der Systemnummer IV/B.01 bildet.
Auch die von der International Mineralogical Association (IMA) zuletzt 2009 aktualisierte 9. Auflage der Strunz’schen Mineralsystematik ordnet den Galaxit in die Abteilung „Metall : Sauerstoff = 3 : 4 und vergleichbare“ ein. Hier ist das Mineral in der Unterabteilung „Mit ausschließlich mittelgroßen Kationen“ zu finden, wo es zusammen mit Chromit, Cochromit, Coulsonit, Cuprospinell, Filipstadit, Franklinit, Gahnit, Hercynit, Jakobsit, Magnesiochromit, Magnesiocoulsonit, Magnesioferrit, Magnetit, Manganochromit, Qandilit, Spinell, Trevorit, Ulvöspinell, Vuorelainenit und Zincochromit die „Spinellgruppe“ mit der Systemnummer 4.BB.05 bildet.
In der vorwiegend im englischen Sprachraum gebräuchlichen Systematik der Minerale nach Dana hat Galaxit die System- und Mineralnummer 07.02.01.02. Das entspricht ebenfalls der Klasse der „Oxide und Hydroxide“ und dort der Abteilung „Mehrfache Oxide“. Hier findet er sich innerhalb der Unterabteilung „Mehrfache Oxide (A+B2+)2X4, Spinellgruppe“ in der „Aluminium-Untergruppe“, in der auch Spinell, Hercynit und Gahnit eingeordnet sind.

## Kristallstruktur
Galaxit kristallisiert kubisch in der Raumgruppe Fd3m (Raumgruppen-Nr. 227) mit dem Gitterparameter a = 8,29 Å sowie 8 Formeleinheiten pro Elementarzelle.

## Bildung und Fundorte
Galaxit bildet sich in carbonatreichen, Siliciumdioxid-untersättigten Teilen metamorph umgewandelten Mangan-Lagerstätten. Begleitminerale sind unter anderem Alabandin, Alleghanyit, Jakobsit, Katoptrit, Kellyit, Kutnohorit, Magnetit, Magnussonit, Manganhumit, Manganosit, Manganostibit, Rhodonit, Sonolith, Spessartin und Tephroit.
Als seltene Mineralbildung konnte Galaxit bisher nur an wenigen Orten nachgewiesen werden, wobei weltweit bisher rund 50 Vorkommen dokumentiert sind (Stand 2024). Neben seiner Typlokalität trat das Mineral in den Vereinigten Staaten noch bei „Corundum Knob“ im Clay County (North Carolina) sowie bei Galax, in der „Hutter Mine“ und der „Whittles Emery Lagerstätte“ im Pittsylvania County von Virginia auf.
Der einzige bisher in Deutschland bekannte Fundort liegt im Steinbruch von Zeilberg (nahe Maroldsweisach) im Osten Unterfrankens in Bayern.
In der Schweiz fand sich Galaxit unter anderem in Furtschellas und der Tanatz Alp bei Splügen GR im Kanton Graubünden sowie am Pipji-Gletscher bei Pipjitälli und bei Sparrenflue im Täschtal im Kanton Wallis.
Weitere Fundorte liegen unter anderem in Ghana, Japan (dort vor allem auf Honshū), Namibia, Rumänien, Russland, Schweden, Thailand und den Vereinigten Arabischen Emiraten.